# Doodsangst (boek)
Doodsangst (oorspronkelijke Engelse titel: Mortal Fear) is een boek geschreven door de Amerikaanse schrijver Robin Cook.

## Verhaal
Jason Howard, arts, maakt zich zorgen over de plotse dood van een paar van zijn patiënten. Als een collega van hem ook op dramatische wijze overlijdt gaat hij op onderzoek uit. Al snel wordt hij het doelwit van gewetenloze wetenschappers.